# 呉興区
呉興区（ごこう-く）は中華人民共和国浙江省湖州市に位置する市轄区。

## 行政区画
- 街道：月河街道、朝陽街道、愛山街道、飛英街道、竜泉街道、鳳凰街道、康山街道、仁皇山街道、浜湖街道、竜渓街道、楊家埠街道、環渚街道、湖東街道
- 鎮：織里鎮、八里店鎮、妙西鎮、埭渓鎮、東林鎮
- 郷：道場郷